# Johan af Donner
Johan Edvard af Donner, född 17 mars 1952 i Nacka församling i Stockholms län, är en svensk före detta informations- och insamlingschef vid Cancerfonden och kommunikationsdirektör för svenska Röda Korset. af Donner dömdes den 26 maj 2010 till fem års fängelse för grovt bedrägeri och förskingring mot de båda organisationerna.

## Biografi
Johan af Donner är son till brandchefen Gustaf af Donner och Birgitta von Krusenstierna. Han är bror till Wilhelm af Donner.
Hösten 1971 började  Johan af Donner studera på Juridicum vid Stockholms universitet. Han slutförde dock inte studierna, utan förfalskade istället sitt examensbevis.
I början av 1980-talet anställdes Johan af Donner på elektronikföretaget Bosch i Sverige. Han skulle ansvara för trycksaker, hålla kontakt med reklambyråer och tryckerier. Han tvingades sluta efter att ha köpt en cykel på företagets bekostnad. Från Bosch sökte han sig till reklambranschen och fick anställning på reklambyrån MK. Han tvingades sluta på MK efter att ha dragit på företaget stora förluster genom tvivelaktig fakturering.

## Tiden på Röda Korset
af Donner kom till Svenska Röda Korset 1988, för att 1997 övergå till att bli informations- och insamlingschef vid Cancerfonden. År 2004 värvades han tillbaka till Röda Korset som kommunikationsdirektör. I sin roll ledde han organisationernas marknadsföring och insamlingsarbete. Med tiden hade af Donner blivit en skicklig kampanjmakare, med flera uppmärksammade kampanjer genom åren. Efter att Röda Korset senvintern och våren 2009 uppdagade oegentligheter avgick han i maj och han polisanmäldes i juni samma år. Åtal väcktes i början av 2010, där anklagelsen även gäller brott under hans tid på Cancerfonden. af Donner åtalades för grovt bedrägeri alternativt grov trolöshet mot huvudman, grovt mutbrott, medhjälp till grovt bokföringsbrott och grovt försvårande av skattekontroll. af Donner berättade 2011 i en intervju med Resumé att hans agerande sannolikt bottnade i dåligt självförtroende som i sin tur ledde till att han levde över sina tillgångar och behövde finansiera dem.

### Fängelse för grovt bedrägeri och mutbrott
Massmedia noterade i juni 2009 att Röda Korsets generalsekreterare Christer Zettergren inledningsvis hade uttalat att det fanns misstankar om att af Donner bara brutit mot interna regler för upphandling och att ordföranden Bengt Westerberg hävdade att det inte fanns några misstankar om förskingring, utan att det rörde sig om ett otillåtet extraknäck för ett tryckeri som haft uppdrag för Röda Korset. I december 2009 väcktes åtal mot af Donner för trolöshet mot huvudman. Donner påstods ha svindlat Röda Korset och Cancerfonden under nio års tid på åtminstone 8 miljoner kronor med hjälp av sin hustru och två företagare med Röda Korset som kund. Slutligen stod af Donner åtalad för grovt bedrägeri och mutbrott.
Efter avslöjandet sjönk förtroendet för Röda korset avsevärt i Sverige; enligt en artikel i Dagens Nyheter kunde antalet mycket positivt inställda till organisationen ha halverats. På Röda Korsets huvudkontor hade man märkt av förtroendekrisen. Besvikna medlemmar och givare hade ringt och skrivit; julinsamlingen 2009 drog in fem miljoner mindre än julinsamlingen 2008. I ett pressmeddelande pekade Röda Korset själva på rättegången mot af Donner som ett viktigt skäl till nedgången. Ytterligare skäl kan dock ha varit den massmediala debatten om Röda Korsets arvode till ordföranden Bengt Westerberg  som senare gällde även rektorn för Röda Korsets högskola, Ann Gardulf.
Johan af Donner dömdes den 26 maj 2010 till fem års fängelse för grovt bedrägeri och förskingring. Svea Hovrätt dömde likaså af Donner till fem års fängelse 18 april 2011, dock med något justerad rubricering.